# M242 ブッシュマスター
M242 ブッシュマスターは、ヒューズ・ヘリコプターズ社が開発した25mm口径のチェーンガンである。

## 来歴
アメリカ陸軍は軽量装甲戦闘車両の搭載兵器を検討するブッシュマスター計画において、まず第一段階としてのVRFWS-I（Vehicle Rapid Fire Weapons System - Interim）では20mm口径の機関砲を対象とし、コルト Mk12やエリコン204-GK（後のエリコンKAA）、イスパノ・スイザHS.820（後のエリコンKAD）を俎上に載せて、1962年2月にHS.820を採択してM139として制式化していた。しかし陸軍は20mm口径弾の威力に不満であり、ブッシュマスター計画を継続して、より強力な機関砲としてのVRFWS-S（VRFWS - Successor）の選考を開始した。
一方、ヒューズ・ヘリコプターズ社は、1972年より電動機による自動機構を備えた機関砲の開発に着手していた。これがチェーンガンであり、まずは20×102mm弾仕様、ついで次期攻撃ヘリコプター（AAH）計画向けに30mm口径にスケールアップしたモデルの開発を進めていたが、1975年からは25×137mm弾を使用するモデルの開発にも着手した。
試作品は1978年2月より陸軍に納入され、XM242として、VRFWS-Sの候補となった。1979年には次期歩兵戦闘車（後のM2ブラッドレー）の搭載機関砲としての採用が決定し、1980年2月にM242として制式化された。

## 構造

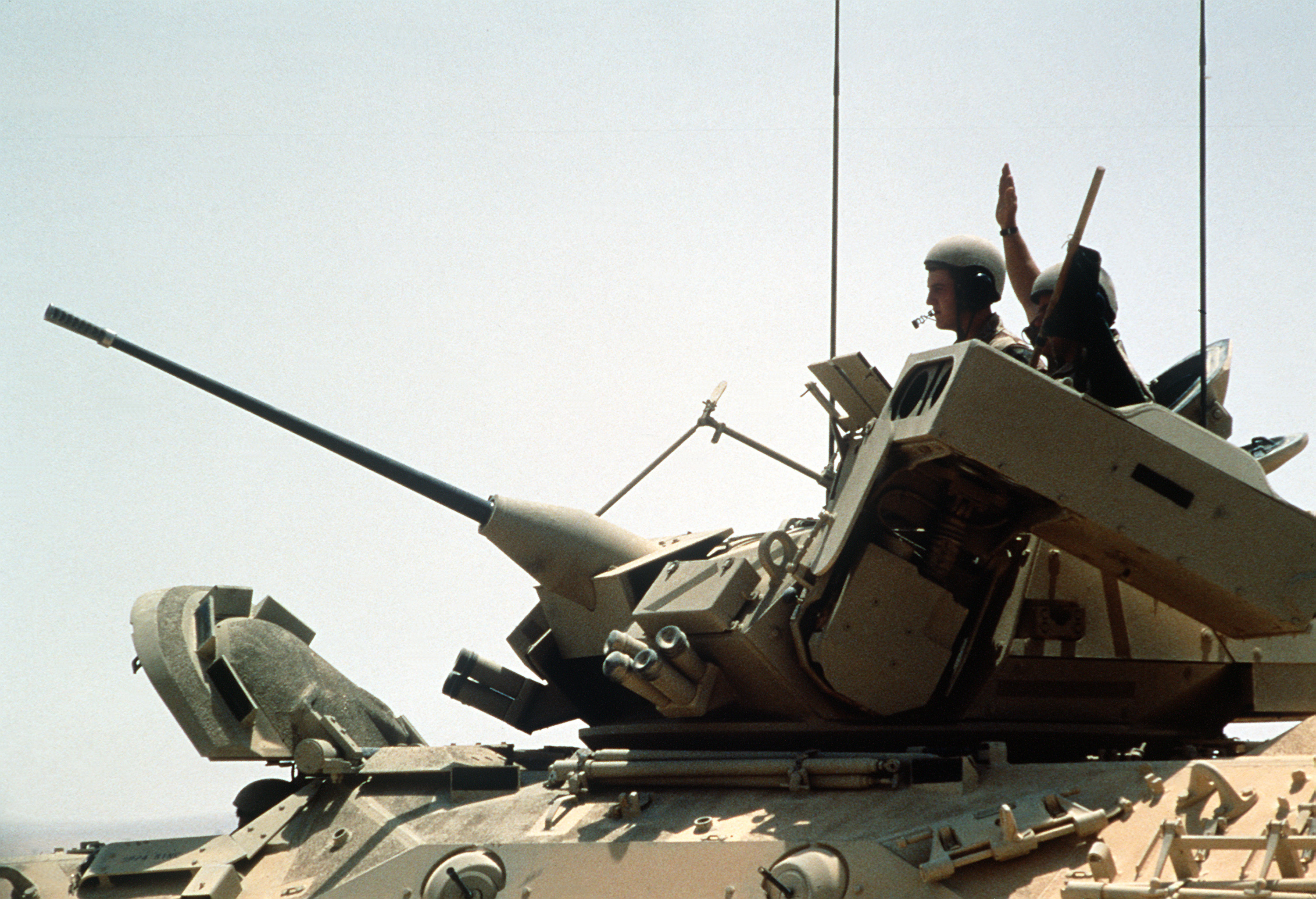
M2ブラッドレーの搭載砲

本砲は、ヒューズ社が開発した他のチェーンガンと共通する部分が多い。自動機構を駆動するためには出力1.5馬力の外部動力が必要であり、遊底は回転閉鎖式で、オープンボルト式の発射サイクルに準じて後座および複座の工程を繰り返す。発射モードは、単発および毎分100・200・500発での連射から選択することができるが、アメリカ軍では毎分200発までに発射速度を制限するのが標準的である。
給弾方式はベルト式で、二方向から装填されるため、異なる弾種を速やかに切り替えて使用できる。空薬莢は銃身に沿って前方に排出され、車載機銃として設置した場合でも空薬莢の散乱を避けられるほか、機関部から発生する有毒ガスの車内への流入も避けられるように配慮されている。

## 運用史

### 車載型
下記のような装甲戦闘車両に搭載されている。
- M2・3ブラッドレー
- M6ラインバッカー
- LAV-25
- VEC装甲偵察車

### 艦載型

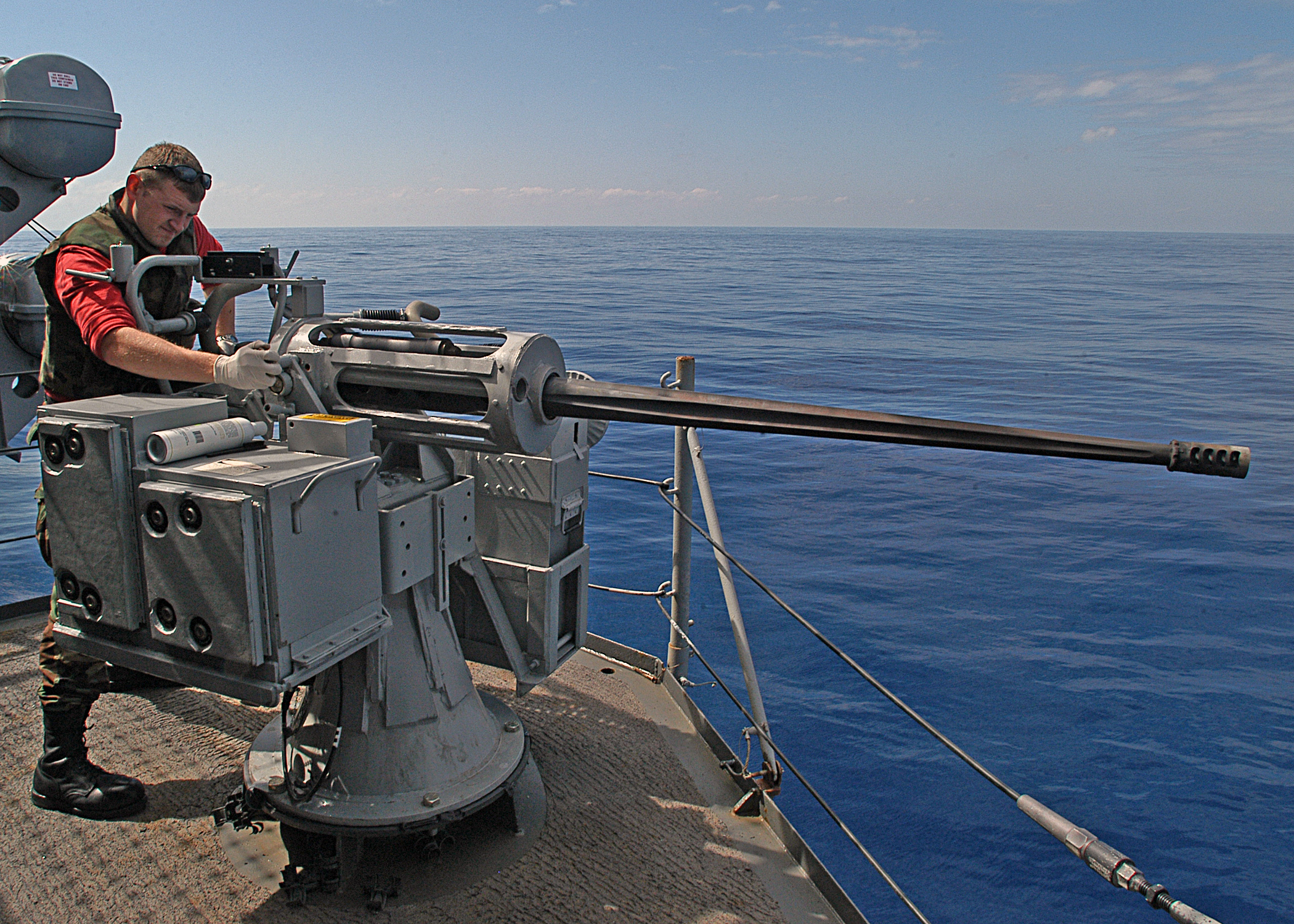
艦載のMk.38システム

1977年、アメリカ海軍作戦部長はエリコン 20 mm 機関砲の後継としての25mmチェーンガンの調達を承認した。まず人力で旋回・俯仰して砲側で照準するMk.88マウントを用いたシステムが採用され、機関砲システム全体としてはMk.38と称された。またサイクロン級哨戒艇の搭載兵装として、Mk.19 40mm自動擲弾銃用の遠隔操作・安定化銃塔をもとに25mmチェーンガンを搭載したMk.96も開発された。
イスラエルのラファエル社は、1995年よりタイフーンに25mmチェーンガンを搭載して試験を開始したが、後にこれはアメリカ海軍でMk.38 mod.2として採用された。